# Hérouville-en-Vexin
Hérouville-en-Vexin ist eine französische Gemeinde mit 569 Einwohnern (Stand: 1. Januar 2022) im Département Val-d’Oise in der Region Île-de-France. Sie gehört zum Arrondissement Pontoise und zum Kanton Saint-Ouen-l’Aumône (bis 2015: Kanton La Vallée-du-Sausseron). Die Einwohner werden Hérouvillois genannt.
Die ursprünglich mit dem Namen Hérouville bezeichnete Gemeinde änderte ihre Bezeichnung mit Erlass N° 2017-1744 vom 22. Dezember 2017 auf den aktuellen Namen Hérouville-en-Vexin.

## Lage
Die Gemeinde liegt etwa 31 Kilometer nordnordwestlich von Paris in der Landschaft des Vexin. Das Gemeindegebiet gehört zum Regionalen Naturpark Vexin français. Umgeben wird Hérouville von den Nachbargemeinden Labbeville im Norden, Nesles-la-Vallée im Nordosten, Auvers-sur-Oise im Süden und Osten, Ennery im Süden und Südwesten, Livilliers im Westen sowie Vallangoujard im Nordwesten.

## Bevölkerungsentwicklung
| Jahr                      | 1800 | 1851 | 1901 | 1954 | 1962 | 1968 | 1975 | 1982 | 1990 | 1999 | 2006 | 2013 |
| Einwohner                 | 322  | 323  | 270  | 233  | 254  | 340  | 319  | 398  | 439  | 598  | 568  | 610  |
| Quelle: Cassini und INSEE |      |      |      |      |      |      |      |      |      |      |      |      |

## Sehenswürdigkeiten
Siehe auch: Liste der Monuments historiques in Hérouville-en-Vexin
- Kirche Saint-Clair aus dem 12. Jahrhundert, Umbauten aus dem 15. Jahrhundert, seit 1915 Monument historique
- Schloss Château d’Hérouville aus dem 18. Jahrhundert

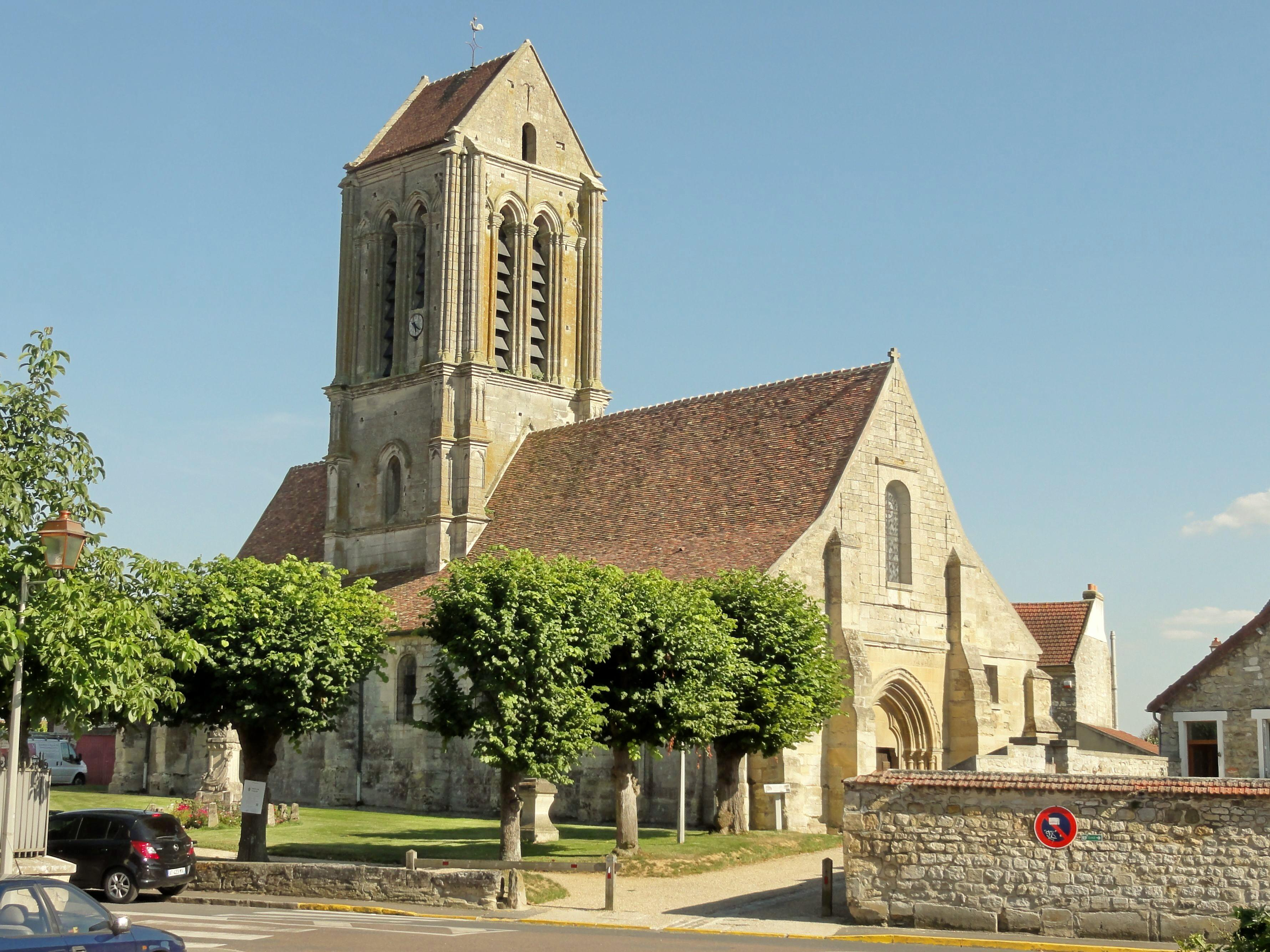
Kirche Saint-Clair
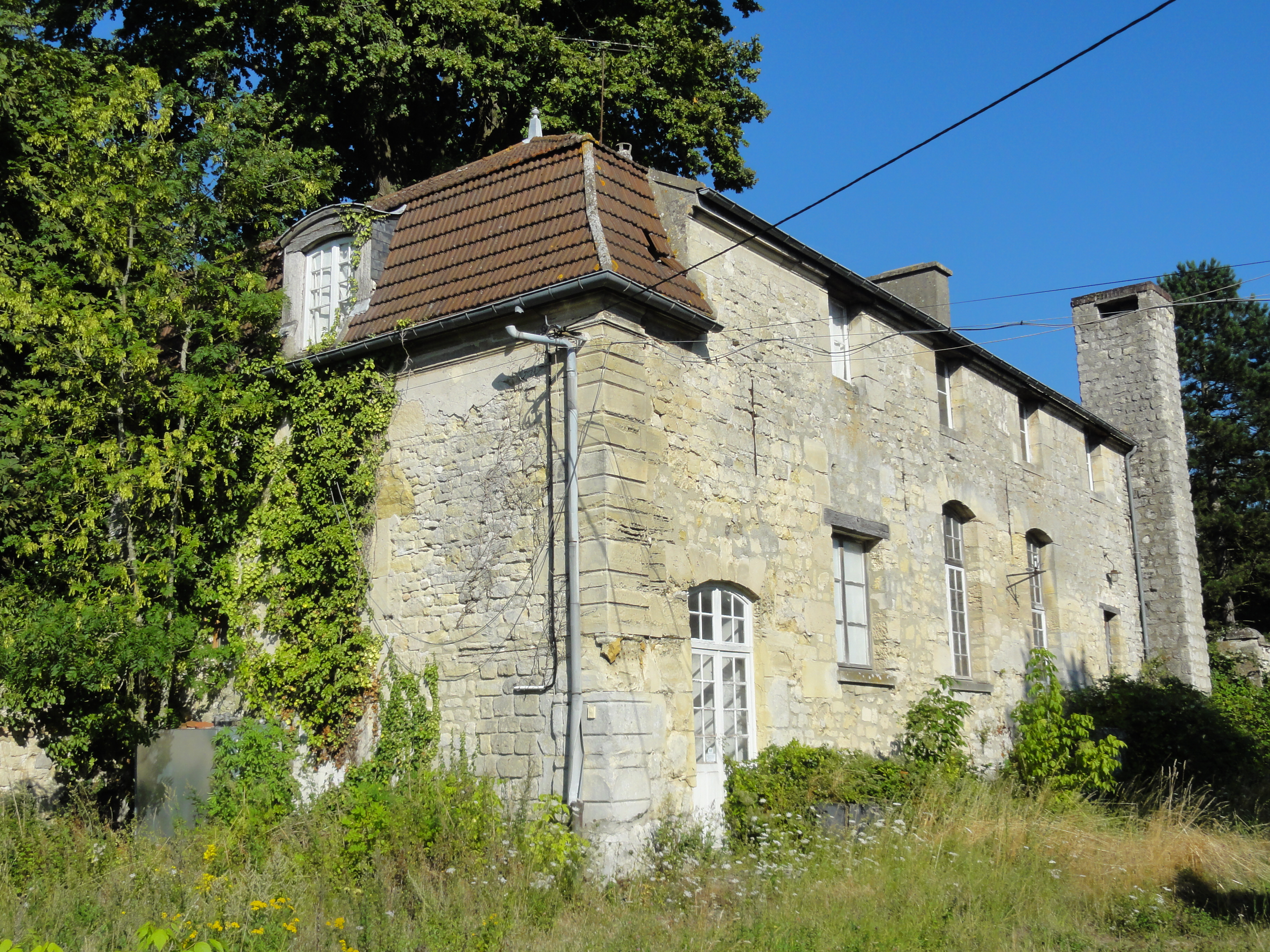
Nebengebäude des Schlosses

## Persönlichkeiten
- Michel Magne (1930–1984), Musiker und Komponist, lebte von 1962 bis 1973 im Schloss Hérouville